# کاتسوهیرو ناکایاما
کاتسوهیرو ناکایاما (ژاپنی: 中山 克広؛ زادهٔ ۱۷ ژوئیهٔ ۱۹۹۶) یک بازیکن فوتبال اهل ژاپن است.
از باشگاه‌هایی که در آن بازی کرده‌است می‌توان به باشگاه فوتبال یوکوهاما و باشگاه فوتبال شیمیزو اس-پالس اشاره کرد.